# Shuhei Kamimura
Shuhei Kamimura (født 15. oktober 1995) er en japansk fodboldspiller, som spiller for den japanske fodboldklub Roasso Kumamoto.